# 塞姆里
塞姆里（法語：Sémeries，法語發音：[semʁi]）是法国上法蘭西大區北部省的一个市镇，属于埃尔普河畔阿韦讷区。

## 地理
塞姆里（50°7'12"N, 4°0'1"E）面积13.46 平方千米，位于法国上法蘭西大區北部省，该省份为法国最北部的省份及最长的省份，西北濒北海，西接加来海峡省，南至埃纳省和索姆省，东与比利时接壤。
与塞姆里接壤的市镇（或旧市镇、城区）包括：费勒里、阿韦内勒、埃特兰、弗洛蒙-沃德勒希、兰萨尔、拉穆西、桑迪诺尔。

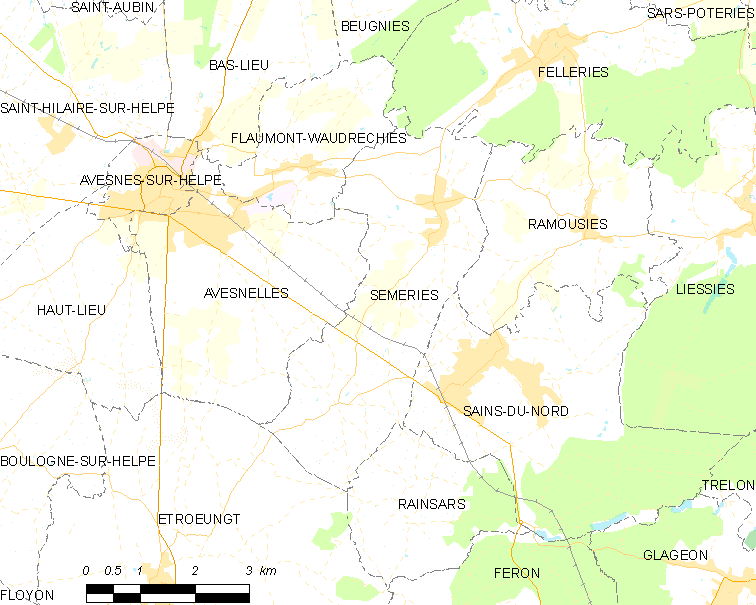
塞姆里的OSM定位图

塞姆里的时区为UTC+01:00、UTC+02:00（夏令时）。

## 行政
塞姆里的邮政编码为59440，INSEE市镇编码为59562。

## 政治
塞姆里所属的省级选区为富尔米县。

## 人口

1962-2008年间塞姆里人口变化图示

塞姆里于2022年1月1日时的人口数量为527人。